# マイケル・レドモンド
マイケル・レドモンド（Michael Redmond, 1963年5月25日 - ）は、日本、アメリカの囲碁棋士。九段。アメリカ・カリフォルニア州出身、日本棋院、アメリカ囲碁協会所属、大枝雄介九段門下。数少ないアメリカ出身のプロ棋士で、非アジア人として初めて九段に昇段した。新人王戦準優勝など棋戦でも活躍。妻は中国囲棋協会の牛嫻嫻三段。牛栄子四段は妻の姪であり、かつ、弟子。

## 経歴
カリフォルニア州サンタバーバラで生まれ、10歳の頃に物理学者の父に教えられて囲碁を始め、3年ほどでアマチュア4段の実力になる。子供の頃の趣味はフルート。1976年に来日、翌1977年、14歳のときにプロを目指し再来日し、日本棋院の院生となった。1978年に大枝雄介の内弟子となる。1981年18歳で入段。1984年、大手合第二部で全勝優勝。1985年、大手合18連勝を記録、若手棋士トーナメントの留園杯で優勝、五段。1992年新人王戦決勝に進出し、小松英樹に0-2で準優勝。2000年9月に欧米人としては初めて九段に昇段。2009年4月、史上85人目、欧米出身棋士としては初めて公式戦通算500勝達成（331敗2ジゴ）。2018年には通算600勝を達成。
富士通杯などの国際棋戦ではアメリカ代表として出場し（2000年の第13回富士通杯には日本代表として本戦出場）、北米のトーナメントにも出場する。1994年にはアメリカで青少年向けトーナメント「レドモンド杯」を創設。
日本語も極めて流暢であり、テレビの囲碁番組ではたびたび解説者に起用され、彼の解説はとても人気があると紹介されることも多い。NHK囲碁講座では、2000年度上半期（「攻めの基本守りの基本」）、2008年度上半期（「レドモンドの基本は格言にあり」）、2018年度下半期（「ワンランクアップ！　戦いの手筋」）で講師を務める。
文藝春秋の月刊誌「文藝春秋」の2012年1月号に作家の宮城谷昌光と対談、宮城谷昌光のファンである。
2016年3月のアルファ碁対李世乭では英語での解説を務めた。囲碁殿堂ノミネート委員会委員。

### 主な棋歴
- 世界囲碁選手権富士通杯 ベスト8 1993年
- 東洋証券杯世界選手権戦 ベスト8 1994年
- 留園杯争奪早碁トーナメント戦 優勝 1985年
- NEC俊英囲碁トーナメント戦 準優勝 1990年
- 新人王戦 準優勝 1992年
- 棋聖戦 七段戦準優勝 1993年
- 北米マスターズ・トーナメント 挑戦者 1997年
- 鳳凰杯オープントーナメント戦 準優勝 2007年
- 碁聖戦 ベスト4 2002年
- 天元戦 ベスト8 2010年
- 阿含・桐山杯全日本早碁オープン戦 ベスト8 2010年
- 27,38,39.44期十段戦本戦入り
- 46,54期王座戦本戦入り

## 著書
- マイケル・レドモンドの攻め・守りの基本（日本放送出版協会、2001年6月）
- 星の定石 その後（毎日コミュニケーションズ、2003年5月）
- 序盤でリードする戦いの布石 これであなたも力戦派（日本放送出版協会、2006年7月）
- コウが1から10まで分かる本（毎日コミュニケーションズ、2008年7月）
- レドモンドの基本は格言にあり（NHK出版、2008年11月）
- 直感力　私が囲碁から学んだ生きるということ（海竜社、2012年4月）
- 黄龍士 中国古碁・最強棋士対局集　薛至誠著、牛仙仙訳、マイケル・レドモンド監修・解説（清流出版、2012年8月）
- 基本定石の正しい使い方 星編（マイナビ、2014年1月）
- 基本定石の正しい使い方 小目編（マイナビ、2014年4月）
- 石の方向 養成トレーニング（マイナビ、2015年2月）
- 棋士マイケル・レドモンド（出版芸術社、2015年8月）